# História da moeda
A história da moeda está intimamente ligada à história do dinheiro e das trocas comerciais, especialmente no que diz respeito à passagem de uma economia baseada na troca direta para outra baseada na troca indireta (também chamada de monetária). A moeda surgiu em diversas civilizações, com diversas formas de representação do valor monetário:conchas, o sal, o ouro, a prata etc. Em uma acepção mais estrita, a palavra moeda refere-se a aparição de pedaços de metal estilizados e cunhados por uma instância governativa. A função das moedas metálicas e, posteriormente, do papel moeda, foi, pois, facilitar as trocas comerciais.